# 1918
1918 (MCMXVIII) byl rok, který dle gregoriánského kalendáře započal úterým.

## Události

### Československo
- 6. ledna – Čeští poslanci říšské rady vyhlásili Tříkrálovou deklaraci, ve které požadovali společnou autonomii Čechů a Slováků v rámci Rakouska-Uherska.
- 21. května – V Rumburku vypukla vzpoura asi 700 vojáků.
- 14. října
  - Prohlášení Prozatímní česko-slovenské vlády v čele s předsedou Tomášem Garriguem Masarykem.
  - Generální stávka v českých zemích na protest proti vývozu potravin z českých zemí do Rakouska.
- 28. října – Národní výbor československý vyhlásil vznik Československa. Tento den je dnem vzniku samostatného československého státu a uznán státním svátkem.
- 3. listopadu – Na Staroměstském náměstí v Praze byl stržen mariánský sloup.
- 14. listopadu – Revoluční národní shromáždění zvolilo v Rudolfinu Tomáše Garrigue Masaryka prvním československým prezidentem.
- 29. listopadu – Československá armáda začala obsazovat Sudety.
- 12. prosince – V Brně byla zřízena československá státní Vysoká škola zvěrolékařská, první vysoká škola založená nově vzniklou Československou republikou.
- 21. prosince – Prezident Tomáš Garrigue Masaryk se vrátil z exilu do Prahy.

### Svět
- 8. ledna – Americký prezident Woodrow Wilson vyhlásil v Kongresu program Čtrnáct bodů, týkající se mezinárodního uspořádání světa po první světové válce z hlediska postoje Spojených států.
- 27. ledna – 15. května – Finská občanská válka
- únor – V Římě proběhl Kongres utlačovaných národností.
- 1.–3. února – Asi 3 000–4 000 námořníků rakousko-uherského námořnictva se účastnilo Vzpoury v boce Kotorské.
- 5. února – Německá ponorka potopila v Severním průlivu u skotského ostrova Islay loď SS Tuscania, převážející americké vojáky do Evropy. Zahynulo 210 lidí.
- 6. února – V Spojeném království byl upraven volební systém a volební právo získaly některé ženy starší 30 let. Voleb se tak mohlo účastnit asi 8,4 milionu žen.
- 14. února – Rusko přijalo Gregoriánský kalendář a z 1. února Juliánského kalendáře přešlo na 14. únor.
- 16. února – Litva vyhlásila nezávislost.
- 24. února
  - Estonsko vyhlásilo nezávislost.
  - Gruzie, Arménie a Ázerbájdžán vyhlásili nezávislost na Rusku v rámci Zakavkazské demokratické federativní republiky. Ta zanikla 28. května.
- 1. března – Německá ponorka potopila u severoirského ostrova Rathlin obchodní loď HMS Calgarian, na které zahynulo 49 lidí.
- 3. března – Ruská vláda uzavřela s ústředními mocnostmi brestlitevský mír.
- 6. března – V USA byl odzkoušen první bezpilotní letoun Hewitt-Sperry Automatic Airplane.
- 8.–13. března – Při Bitvě u Bachmače na Ukrajině zahynulo 145 československých legionářů.
- 12. března – Moskva se stala hlavním městem Ruska.
- 19. března – Kongres USA zavedl časová pásma a letní čas. Letní čas platil i v následujícím roce a pak byl zrušen.
- 21. března – Začala neúspěšná Ludendorffova ofenzíva, při níž do začátku dubna na obou stranách zahynuly stovky tisíc vojáků.
- 23. března – Německá armáda začala ostřelovat Paříž dalekonosným tzv. Pařížským dělem
- 25. března – Běloruská lidová republika vyhlásila nezávislost.
- 29. března – Pařížské dělo německé armády zasáhlo Kostel svatého Gervásia a Protásia během velkopáteční mše. Zahynulo 91 lidí a 68 jich bylo zraněno. Událost se stala inspirací Romaina Rollanda pro román Petr a Lucie.
- 30. března – Při potlačování vzpoury muslimů v Baku bylo zabito okolo 30 000 lidí.
- 11. května – Na Kavkaze byla vyhlášena Horská republika.
- 14. května – Čeljabinský incident mezi československými legionáři a bolševiky
- 27. května – Na západní frontě začala Třetí bitva na Aisně při níž do 6. června zahynulo okolo 257 000 vojáků.
- 29. května – V Bitvě o Penzu zvítězily Československé legie nad Rudou armádou.
- 2. června – vzpoura slovenských vojáků v Kragujevaci.
- 4. června – V Povolží proběhla Bitva u Lipjag mezi Československými legiemi a Rudou armádou.
- 10. června – Bitevní loď SMS Szent István rakousko-uherského námořnictva byla potopena v Jaderském moři dvěma italskými torpédovými čluny. 89 členů posádky zahynulo.
- 15. června – Začala druhá osmidenní fáze Bitvy na Piavě v severní Itálii, v níž padlo okolo 140 000 vojáků a skončila vítězstvím Itálie nad Rakouskem-Uherskem. Na italské straně bojovaly i Československé legie.
- červenec – V Rusku začala Bitva o Caricyn.
- 4. července – Mehmed VI. se stal posledním sultánem Osmanské říše.
- 9. července – Při srážce dvou vlaků v americkém Nashville zahynulo 101 lidí.
- 15. července – Začala Druhá bitva na Marně při níž do 6. srpna zahynulo okolo 259 000 vojáků.
- 17. července
  - Tajná policie Čeka zavraždila v Jekatěrinburgu cara Mikuláše II. s manželkou a pěti dětmi.
  - Monako se stalo smluvním protektorátem Francie. Smlouva byla 28. června 1919 stvrzena Versailleskou smlouvou.
  - Německá ponorka potopila v Atlantském oceánu zaoceánský parník RMS Carpathia.
- 25. července – Max Hussarek von Heinlein byl jmenován předsedou předlitavské vlády.
- srpen – začátek sibiřské intervence amerických, japonských, francouzských a britských jednotek v Rusku
- 8. srpna – Začala Bitva u Amiens, při níž během čtyř dnů padlo okolo 119 000 vojáků.
- 15. srpna – V Bitvě na Bajkalském jezeře zvítězily Československé legie nad Rudou armádou.
- 5. září – Pětidenní Bitva o Kazaň během Ruské občanské války. Rudá armáda v ní zvítězila nad bělogvardějci a Československými legiemi.
- 15. září – V Bitvě u Dobrého Pole na Soluňské frontě porazila srbská a francouzská armáda armády bulharskou a německou. padlo okolo 5 000 vojáků.
- 21. září – V Bitvě u Doss Alto v Itálii padlo 7 československých legionářů.
- 2. října – Pří útoku na přístav Drač zvítězila rakousko-uherská armáda nad armádami Itálie a Velké Británie.
- 3. října
  - Maxmilián Bádenský byl jmenován německým kancléřem.
  - Na bulharský trůn nastoupil car Boris III.
- 9. října – Princ Fridrich Karel Hesenský se stal finským králem. Abdikoval 14. prosince.
- 11. října – Při zemětřesení na Portoriku o síle 7,1 stupňů Richterovy stupnice zahynulo 76–116 lidí.
- 18. října
  - V Paříži byla vydána Washingtonská deklarace, ve které členové exilové vlády Tomáš Garrigue Masaryk, Milan Rastislav Štefánik a Edvard Beneš prohlásili nezávislost československého národa.
  - Začala čtyřdenní bitva u Terronu ve Francii, při které českoslovenští legionáři zvítězili nad německou armádou.
- 21. října – Poprvé zasedalo Provizorní národní shromáždění Německého Rakouska.
- 25. října – Asi 50 km od Juneau na Aljašce ztroskotal parník SS Princess Sophia. Zahynulo nejméně 343 lidí a jde o největší námořní nehodu v severovýchodní Pacifiku.
- 26. října – Tomáš Garrigue Masaryk a Grigorij Žatkovič podepsali Filadelfskou dohodu o případném připojení Podkarpatské Rusi k Československu.
- 27. října
  - Heinrich Lammasch byl jmenován posledním předsedou předlitavské vlády.
  - Rakousko-uherský ministr zahraničí Gyula Andrássy zaslal tzv. Andrássyho nótu, ve které souhlasí se Čtrnácti body prezidenta Wilsona. Zveřejnění nóty vedlo druhý den ke vzniku Československa.
- 30. října
  - Martinskou deklarací se zástupci Slovenska vyslovili pro vznik Československa.
  - Předlitavská vláda fakticky ztratila moc, oficiálně zbaveni úřadu až 11. listopadu spolu s abdikací císaře.
  - Jemenské království vyhlásilo nezávislost na Osmanské říši.
- 31. října – Na východním Slovensku proběhla Prešovská vzpoura, kdy vojáci rabovali vojenské sklady a obchody. Druhý den bylo 40 vojáků a 2 civilisté popraveni.
  - Rozpadlo se Rakousko-Uhersko.
- 1. listopadu
  - V bitvě o Lvov zvítězili Poláci nad Ukrajinci.
  - Západoukrajinská lidová republika vyhlásila nezávislost. Začala Polsko-ukrajinská válka.
  - U italské Padovy byla zahájena jednání mezi zmocněnci Dohody a Rakousko-Uherska o příměří.
  - Byla potlačena Prešovská vzpoura a bez soudu popraveno 42 jejích účastníků.
  - Srbsko-francouzské jednotky osvobodily Bělehrad.
  - Byl založen Związek Harcerstwa Polskiego, největší polská harcerská organizace.
- 3. listopadu – Bylo podepsáno příměří mezi Dohody a Rakousko-Uherska.
- 7. listopadu – Poslední bavorský král Ludvík III. odešel ze země
- 8. listopadu – Moc v Sasku převzaly dělnicko-vojenské rady.
- 9. listopadu
  - Německý císař Vilém II. abdikoval a rozhodl se žít v exilu v Holandsku.
  - Philipp Scheidemann vyhlásil v Berlíně Německou republiku.
  - Kurt Eisner vyhlásil Bavorskou republiku.
  - Německá ponorka potopila u Gibraltaru britskou bitevní loď HMS Britannia. Zahynulo okolo 50 členů posádky.
- 10. listopadu – vyhlášena Saskou republiku
- 11. listopadu
  - První světová válka byla ukončena příměřím ve francouzském Compiègne
  - Císař Karel I. podepsal abdikační listinu, Rakousko-Uhersko se rozpadlo. Vznikla Rakouská republika.
  - obnovení samostatnosti Polska (státní svátek Polska)
- 12. listopadu – Byla vyhlášena Rakouská republika.
- 13. listopadu – Poslední král z rodu Wettinů Friedrich August III. abdikoval na zámku Guteborn u Ruhlandu v Sasku.
- 14. listopadu – Náčelníkem nezávislého Polska se stal Józef Piłsudski.
- 16. listopadu – Byla vyhlášena Maďarská republika.
- 17. listopadu – Lotyšsko vyhlásilo nezávislost na Rusku.
- 21. – 23. listopadu – Při pogromu ve Lvově bylo polskými vojáky zabito několik desítek Židů.
- 22. listopadu – Abdikoval bádenský velkovévoda Fridrich II.
- 28. listopadu
  - Černohorské království bylo sloučeno se Srbskem.
  - V Bitvě o Joalu zvítězilo Estonsko s Německem nad Ruskem.
  - V Bitvě o Narvu zvítězilo Estonsko s Německem nad Ruskem.
- 30. listopadu – Lotyšsko vyhlásilo nezávislost
- 1. prosince
  - Island vyhlásil nezávislost na Dánsku a zůstal s ním v personální unii.
  - vyhlášení sjednocení Království Srbska – vznik Jugoslávie
- 5. prosince – vyhlášena nezávislost Lemků
- 15. prosince – V Bitvě o Rägavere bylo Estonsko poraženo Ruskou armádou a východní Estonsko bylo obsazeno Ruskem.
- 27. prosince – Na území Velkopolska začalo Velkopolské povstání proti Německu.
- Halič připadla Polsku

### Probíhající události
- První světová válka (1914–1918)
- Ruská občanská válka (1917–1922)
- Listopadová revoluce v Německu (1918–1919)
- Maďarsko-československá válka (1918–1919)
- Polsko-ukrajinská válka (1918–1919)
- Španělská chřipka (1918–1920)

## Vědy a umění
- 14. říjen – Spisovatel Franz Kafka se v Praze nakazil španělskou chřipkou. Již tak je jeho tělo oslabeno TBC, nakonec dostal i zápal plic.
- 19. říjen – založen American National Standards Institute
- Ernest Rutherford objevil proton

## Sport
- 22. listopadu – V Americe se rozpadla National Hockey Association, předchůdce dnešní NHL

### Knihy
- Tomáš Garrigue Masaryk – Nová Evropa: Stanovisko slovanské
- Eduard Štorch – Lovci mamutů
- James Joyce – Vyhnanci
- Karel a Josef Čapkové – Krakonošova zahrada

## Nobelova cena
- Nobelova cena za fyziku – Max Planck – kvantová teorie
- Nobelova cena za fyziologii a lékařství – nebyla v tomto roce udělena
- Nobelova cena za chemii – Fritz Haber
- Nobelova cena za literaturu – nebyla v tomto roce udělena
- Nobelova cena za mír – nebyla v tomto roce udělena

## Narození

### Česko

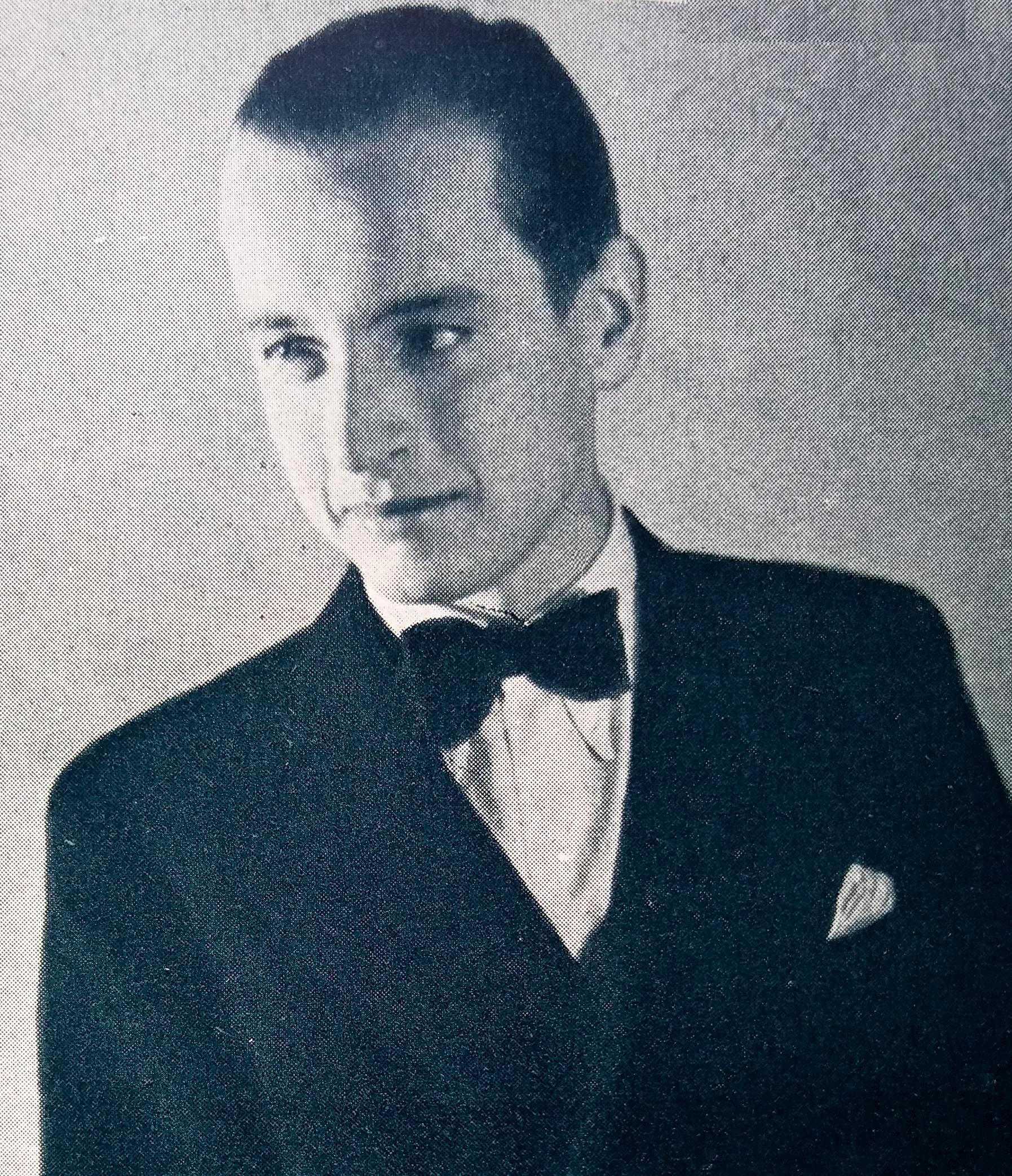
Svatopluk Beneš (* 24. února)

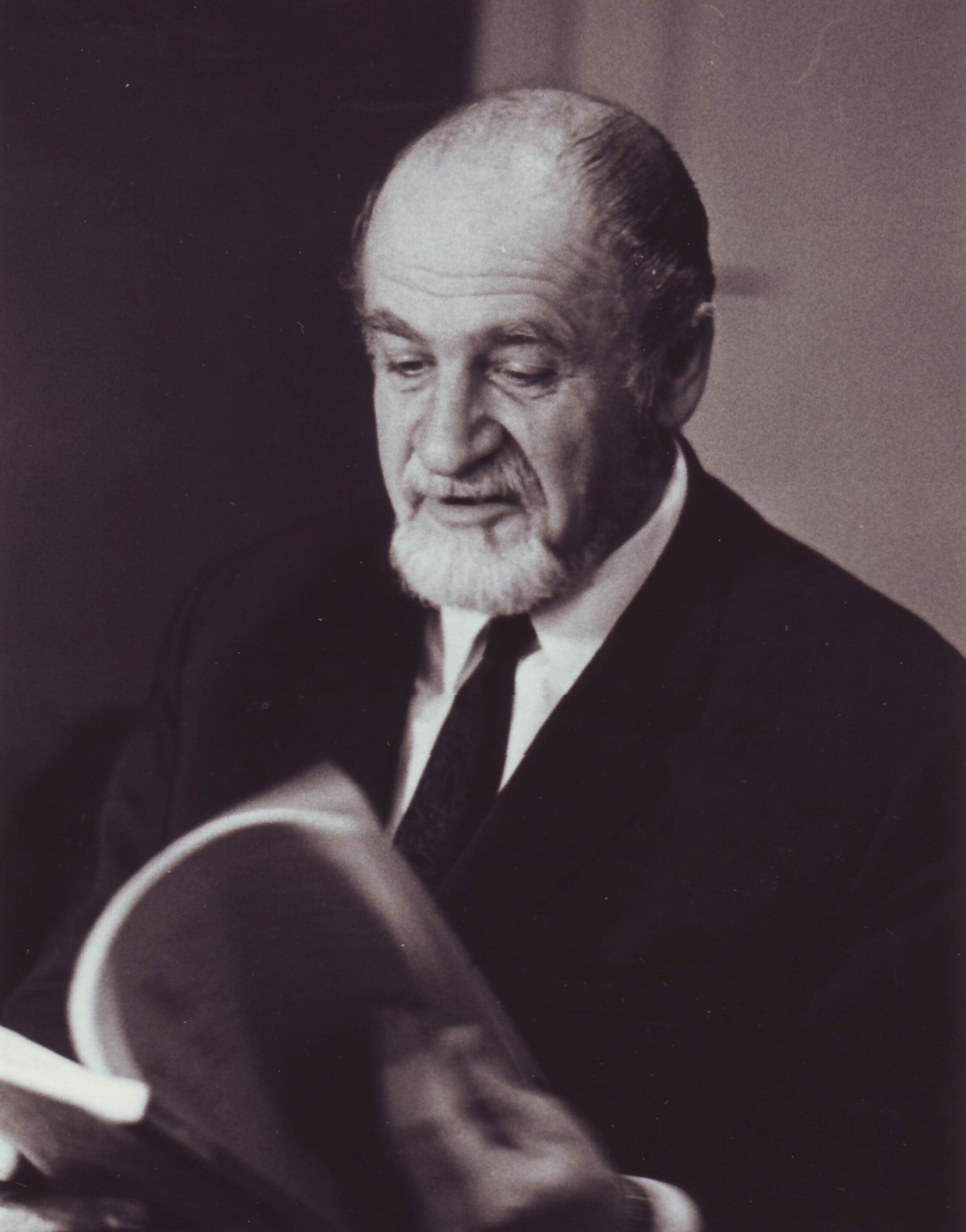
Felix le Breux (* 5. dubna)

- 08. ledna – Tomáš Sedláček, armádní generál, odbojář, politický vězeň komunistického režimu († 27. srpna 2012)
- 16. ledna – Robert Matula, voják a příslušník výsadku Wolfram († 12. června 2012)
- 27. ledna – Antonín Mrkos, astronom († 29. května 1996)
- 29. ledna – Gustav Schorsch, herec, divadelní režisér a překladatel († leden 1945)
- 30. ledna – Jaroslav Krombholc, dirigent a hudební skladatel († 16. července 1983)
- 02. února – Jindřich Čoupek, voják a příslušník výsadku Bivouac († 22. září 1942)
- 10. února – Imrich Erös, voják a příslušník výsadku Courier-5 († 30. listopadu 1993)
- 24. února – Svatopluk Beneš, herec († 27. dubna 2007)
- 26. února – Karel Horák, fotbalista († 5. února 1988)
- 02. března – Jaromír Šotola, voják, letec († 25. října 1938)
- 07. března
  - Otto Špaček, stíhací pilot († 24. září 2007)
  - Miroslav Knoz, herec († 14. února 2010)
- 08. března – Vladimír Rajnoch, oběť komunistického teroru († 10. září 1951)
- 16. března
  - Jaromír Rubeš, psychoterapeut a psychiatr († 9. února 2000)
  - Josef Trousílek, hokejista († 5. října 1990)
- 17. března – Miroslav Katětov, matematik († 15. prosince 1995)
- 22. března – Emil Radok, teoretik umění, výtvarník, scenárista, režisér († 7. ledna 1994)
- 29. března – Anna Siebenscheinová, překladatelka († 13. února 2006)
- 31. března – Jan Šabršula, romanista († 14. února 2015)
- 05. dubna – Felix le Breux, herec († 4. února 1974)
- 13. dubna – Václav Bahník, překladatel († 3. března 2003)
- 16. dubna – Vladimír Pachman, šachový skladatel a publicista († 8. srpna 1984)
- 18. dubna – Michael Romberg, malíř, grafik, scénograf a pedagog ruského původu († 15. června 1982)
- 19. dubna – Bohumil Konečný, malíř a ilustrátor († 14. ledna 1990)
- 22. dubna – Bohuslav Bubník, člen sokolského druhého odboje († 15. března 2012)
- 01. května – Marie Motlová, herečka († 26. srpna 1985)
- 07. května – Jan Novák, kameraman († 1983)
- 16. května – Zdeněk Bonaventura Bouše, teolog, liturgista a překladatel († 16. dubna 2002)
- 21. května – Vilém Heckel, fotograf a horolezec († 31. května 1970)
- 22. června – Ladislav Bilík, letec v RAF († 16. srpna 1949)
- 26. června – Jiří Krejčík, režisér († 8. srpna 2013)
- 27. června – Ladislav Sirový, 46. velmistr Křižovníků s červenou hvězdou († 12. února 1992)
- 07. července – Hana Mejdrová, historička a levicová intelektuálka († 26. prosince 2011)
- 11. července
  - Miloslav Bělonožník, skokan na lyžích († 12. ledna 2010)
  - Václav Vacek, houslista a hudební pedagog († 1992)
- 25. července
  - Jaroslav Paur, malíř († 21. prosince 1987)
  - František Geisler, důstojník a kapitán v Britské armádě († 18. září 1944)
- 06. srpna – Miloslav Pospíšil, oběť komunistického teroru († 4. září 1951)
- 20. srpna – Přemysl Doberský, hlavní dietolog Ministerstva zdravotnictví († 26. prosince 1983)
- 24. srpna – Václav Baumann, letec v RAF († 24. dubna 1989)
- 27. srpna – Jaromír Jech, folklorista († 19. září 1992)
- 28. srpna – Václav Bedřich, výtvarník, animátor a režisér († 7. března 2009)
- 29. srpna – Gerta Pospíšilová, historička, překladatelka z angličtiny († 13. června 1994)
- 30. srpna – Václav Křístek, diplomat a profesor českého jazyka († 9. září 1979)
- 01. září – Lubomír Koželuha, zpěvák, sbormistr, hudební skladatel († 10. září 2008)
- 04. září – Ivo Novák, scenárista a režisér († 15. února 2004)
- 23. září – Martin Růžek, herec († 18. prosince 1995)
- 24. září – Jaromír Velecký, malíř († 1970)
- 01. října – Jindřich Vichra, básník († 12. května 1944)
- 03. října – Zdeněk Jarkovský, hokejista († 8. listopadu 1948)
- 05. října – Miroslav Štandera, vojenský letec († 19. února 2014)
- 21. října – Václav Voska, herec († 20. srpna 1982)
- 31. října – Vlasta Matulová, herečka († 18. dubna 1989)
- 07. listopadu – Koloman Gajan, historik († 27. prosince 2011)
- 10. listopadu – Miroslav Horníček, herec a spisovatel († 15. února 2003)
- 20. listopadu – Jan Zuska, básník a hudebník († 24. dubna 1979)
- 16. prosince
  - Otakar Dadák, herec († 8. dubna 1992)
  - Růžena Lysenková, herečka († 6. září 2013)
- 21. prosince – Josef Bek, herec († 5. května 1995)
- 22. prosince – Viktor Tegelhoff, fotbalista († 9. září 1991)
- 29. prosince – Sergej Machonin, literární kritik a teoretik († 24. listopadu 1995)

### Svět

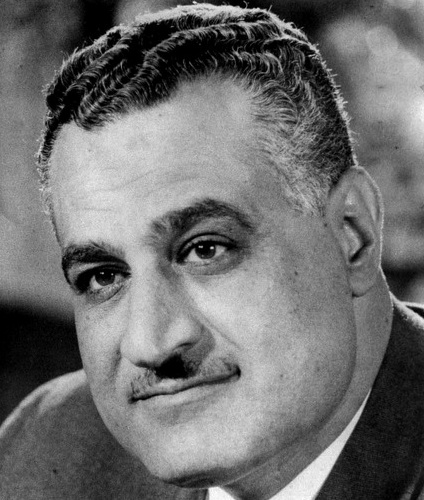
Gamál Násir (* 15. ledna)

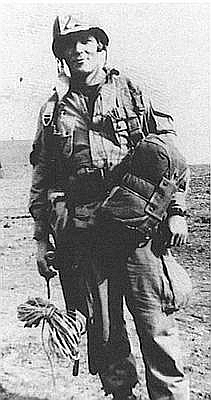
Richard Winters (* 21. ledna)

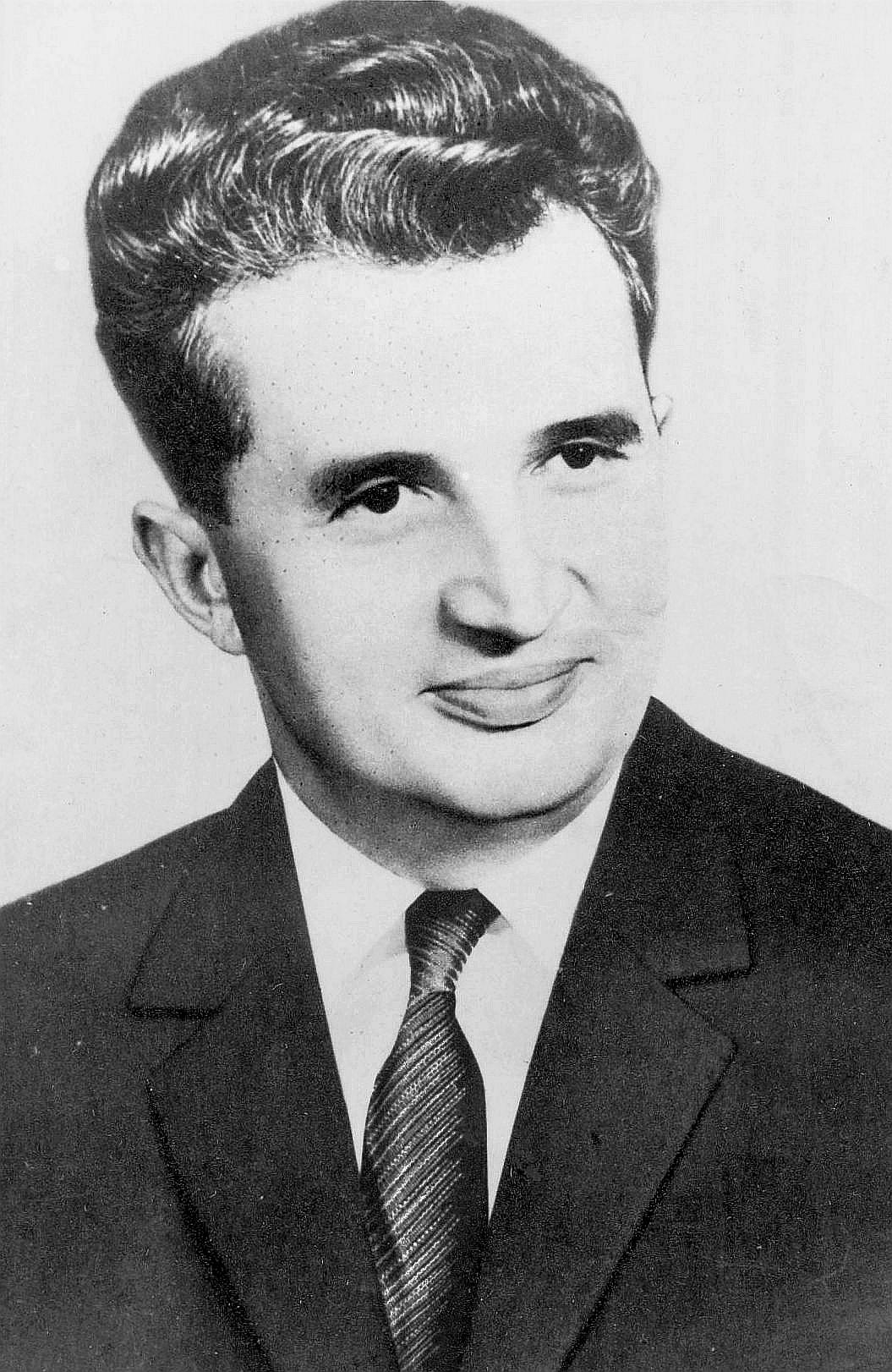
Nicolae Ceaușescu (* 26. ledna)

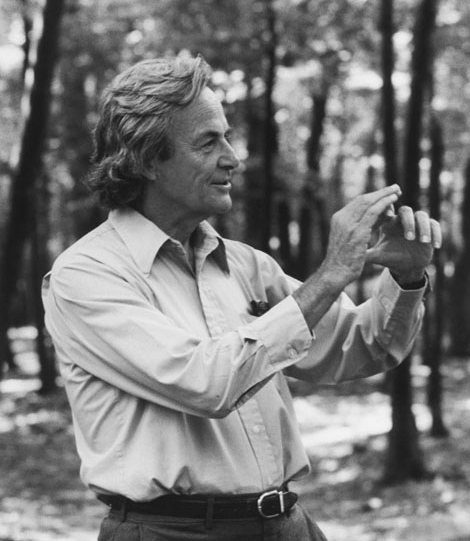
Richard Feynman (* 11. května)

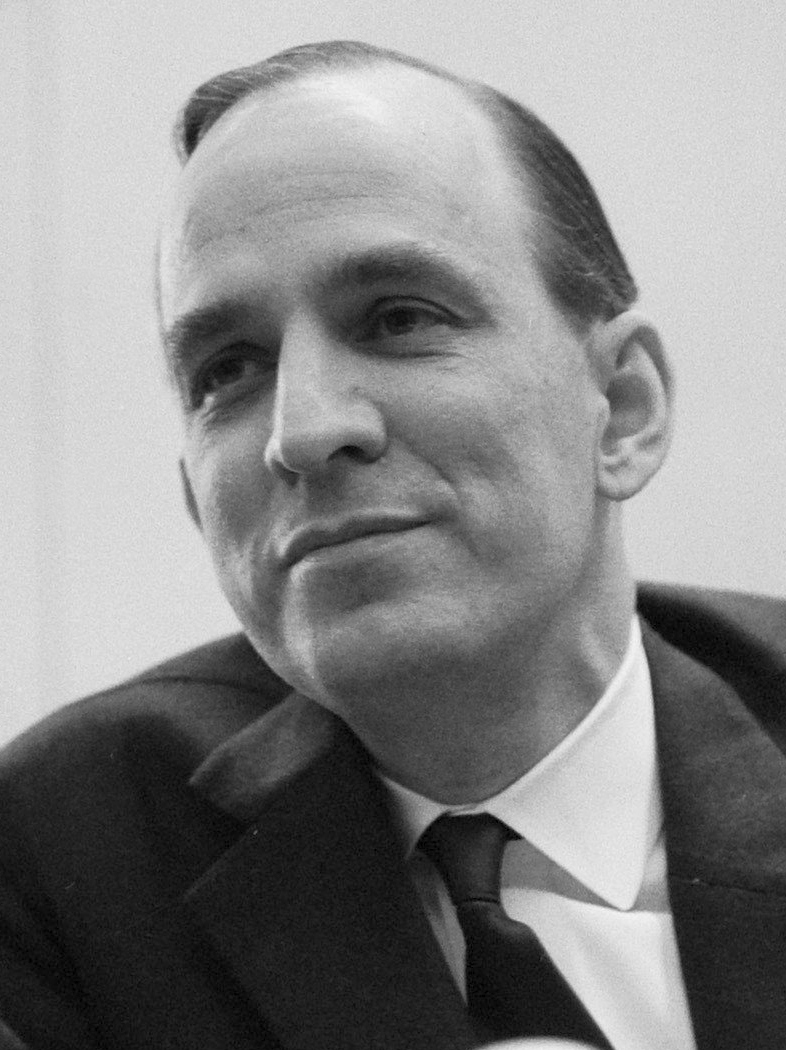
Ingmar Bergman (*14. července)

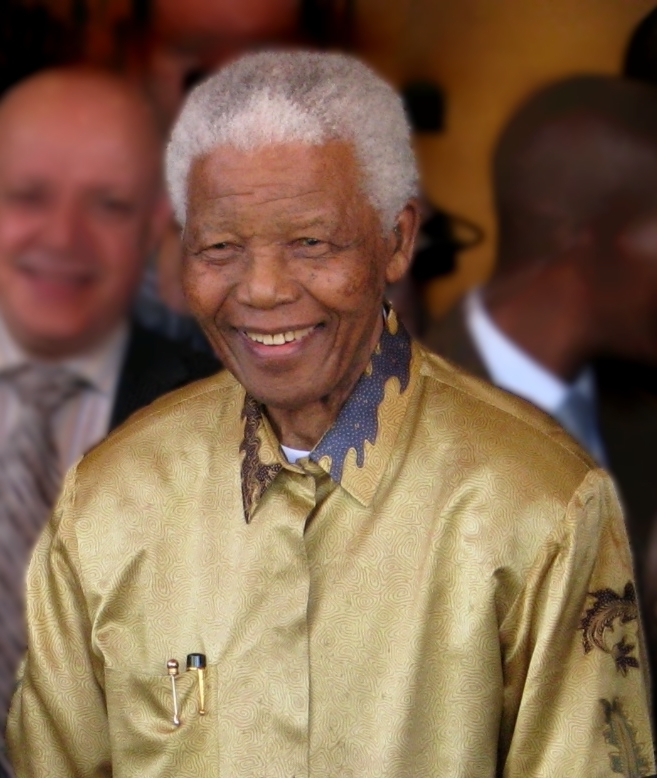
Nelson Mandela (* 18. července)

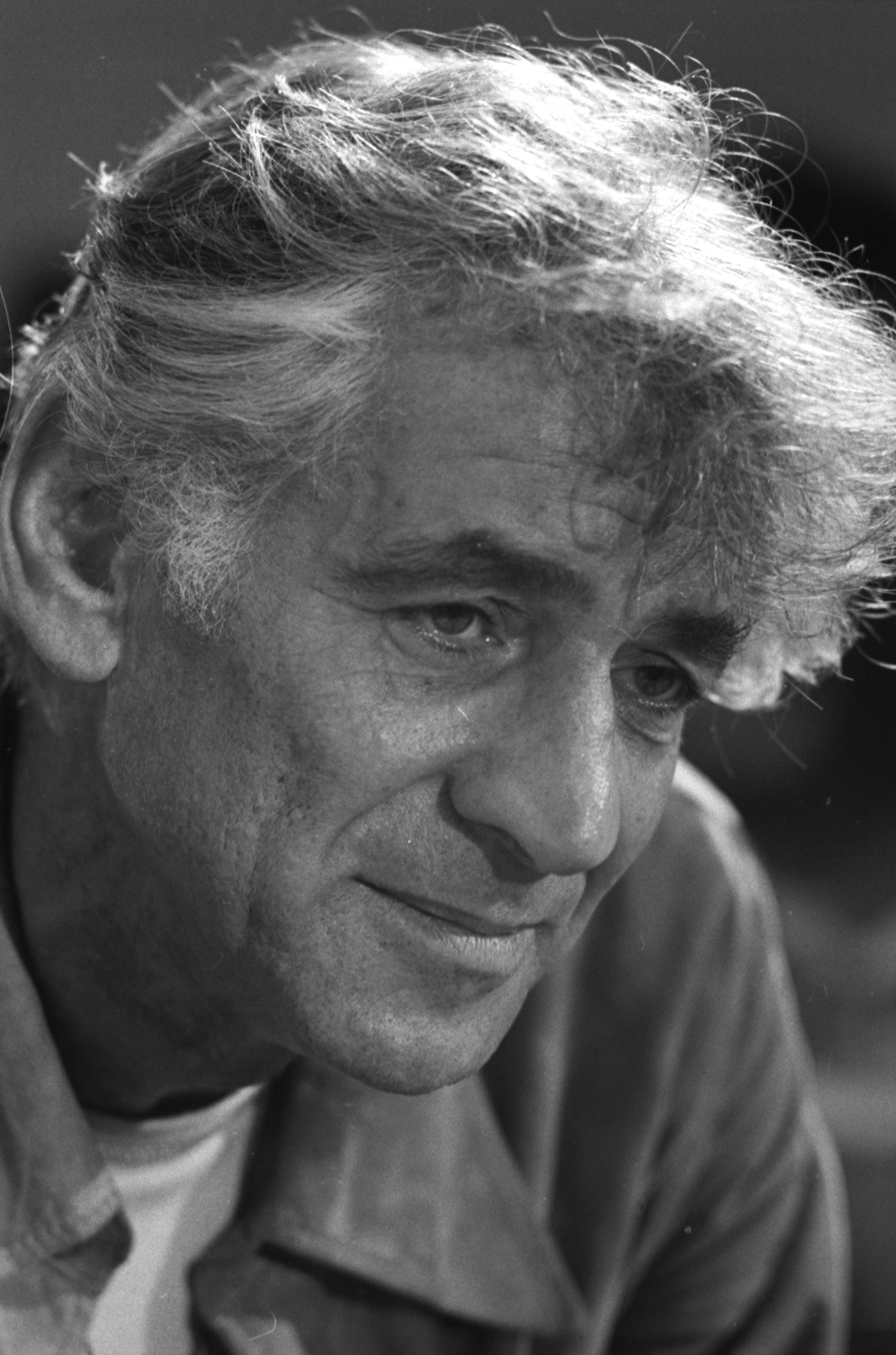
Leonard Bernstein (* 25. srpna)

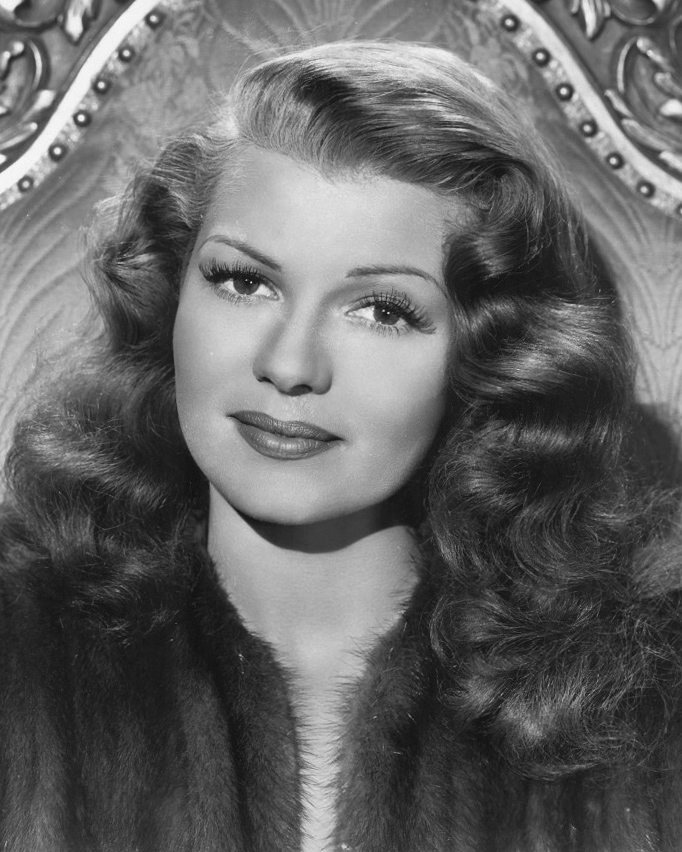
Rita Hayworthová (* 17. října)

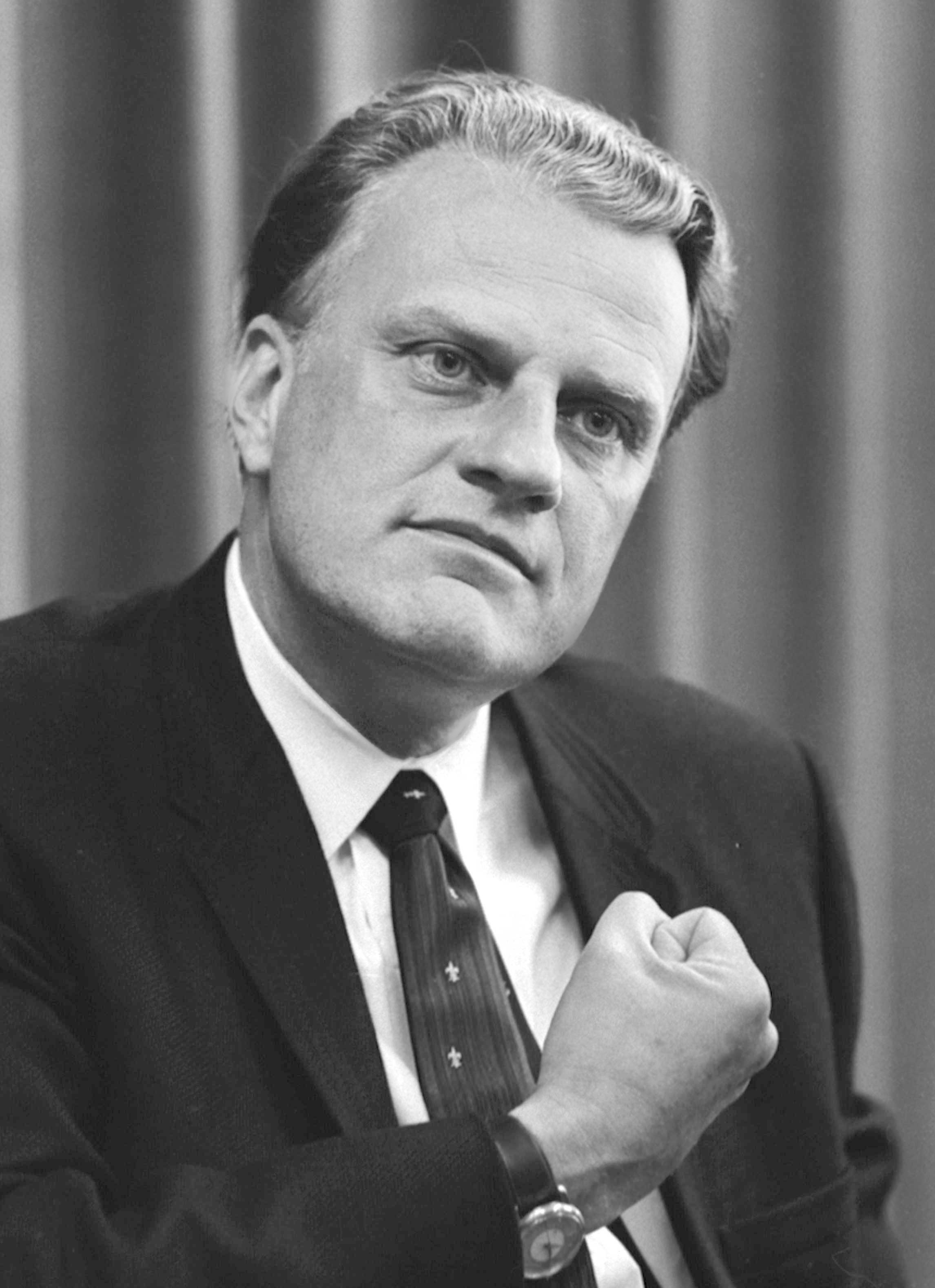
Billy Graham (* 7. listopadu)

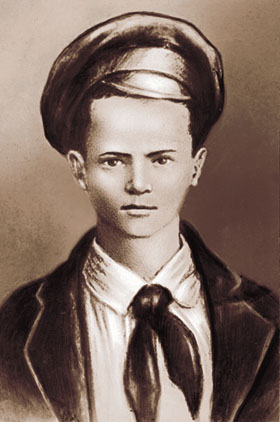
Pavlík Morozov (* 14. listopadu)

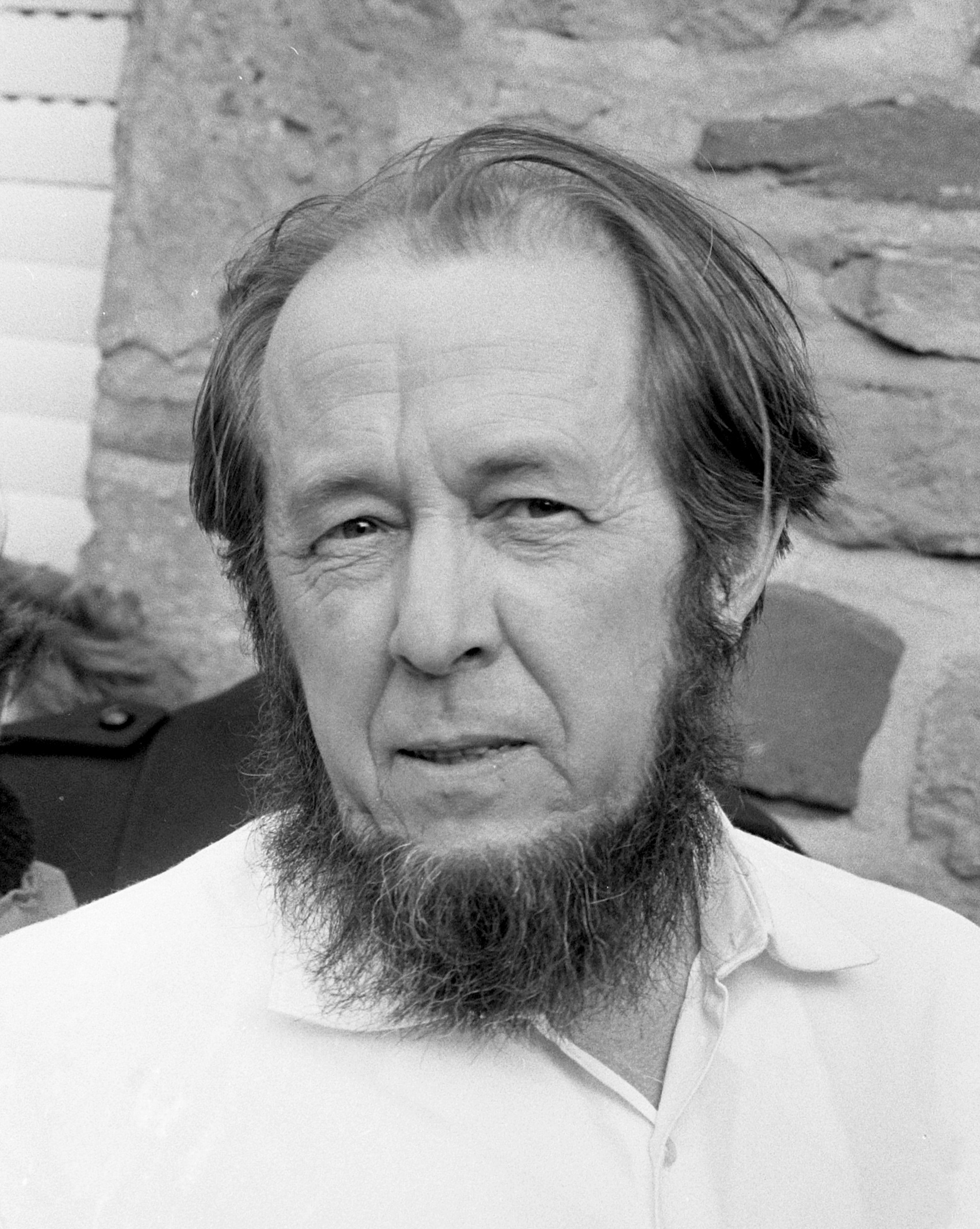
Alexandr Solženicyn (* 11. prosince)

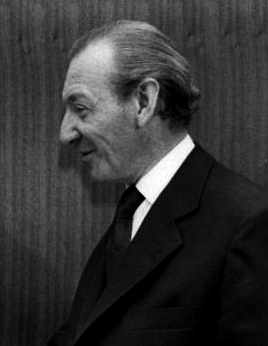
Kurt Waldheim (* 21. prosince)

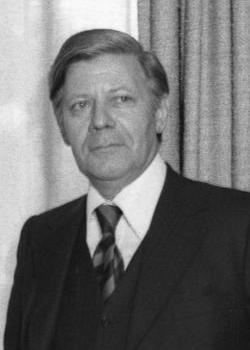
Helmut Schmidt (* 23. prosince)

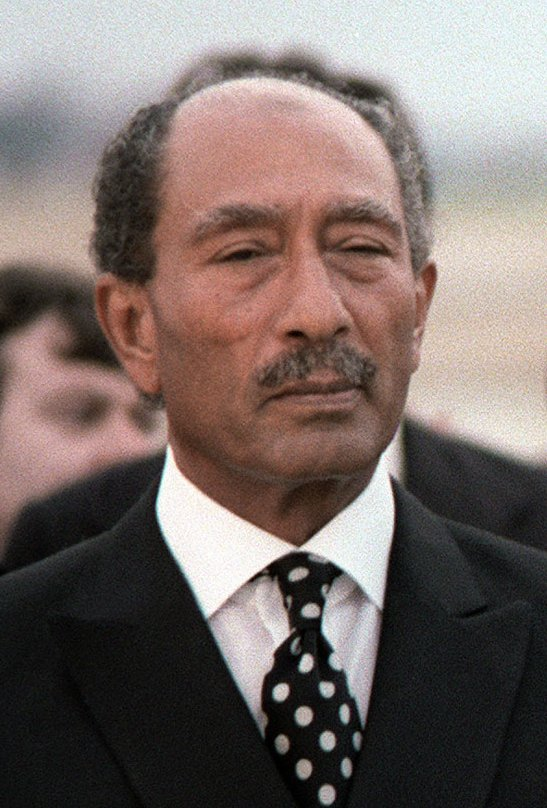
Anvar as-Sádát (* 25. prosince)

- 1. ledna – Jo'el Palgi, izraelský voják, diplomat a viceprezident letecké společnosti El Al († 21. února 1978
- 2. ledna – Adam Bahdaj, polský spisovatel († 7. května 1985)
- 7. ledna – Kevin Lynch, americký urbanista († 25. dubna 1984)
- 8. ledna – Sepp Bradl, rakouský skokan na lyžích († 3. května 1982)
- 12. ledna
  - Mahariši Maheš Jógi, indický vědec a filosof († 5. února 2008)
  - Karol Zachar, slovenský herec a režisér († 17. prosince 2003)
- 15. ledna
  - Edouard Gagnon, kanadský kardinál († 25. srpna 2007)
  - Gamál Násir, egyptský prezident († 28. září 1970)
- 19. ledna
  - Joseph Marie Anthony Cordeiro, arcibiskup Karáčí, pákistánský kardinál († 11. února 1994)
  - Eric Lambert, australský spisovatel († 16. dubna 1966)
- 21. ledna
  - Robert R. Blake, americký teoretik managementu († 20. června 2004)
  - Oliver Rácz, slovenský básník, spisovatel, pedagog, politik († 19. července 1997)
- 23. ledna – Gertrude Belle Elion, americká biochemička, Nobelova cena 1988 († 21. února 1999)
- 24. ledna – Gottfried von Einem, rakouský hudební skladatel († 12. června 1996)
- 25. ledna – Armin Joseph Deutsch, americký astronom a spisovatel († 11. listopadu 1969)
- 26. ledna – Nicolae Ceaușescu, generální tajemník Komunistické strany Rumunska († 25. prosince 1989)
- 27. ledna – Elmore James, americký bluesový zpěvák († 24. května 1963)
- 30. ledna
  - Leopold Lahola, slovenský dramatik, prozaik, scenárista a filmový režisér († 12. ledna 1968)
  - David Opatoshu, americký herec († 30. dubna 1996)
- 2. února – Hella S. Haasse, nizozemská spisovatelka († 29. září 2011)
- 3. února
  - Joey Bishop, americký televizní a filmový herec († 17. října 2007)
  - Helen Stephensová, americká sprinterka, dvojnásobná olympijská vítězka († 17. ledna 1994)
- 5. února – Kara Karajev, hudební skladatel a pedagog ázerbájdžánského původu († 13. května 1982)
- 6. února – Louis Dudek, kanadský básník († 23. března 2001)
- 7. února – Peter Blau, americký sociolog († 12. března 2002)
- 12. února – Julian Schwinger, americký teoretický fyzik, Nobelova cena za fyziku 1965 († 16. července 1994)
- 13. února
  - Antolín Abad Pérez, španělský historik, spisovatel a františkánský kněz († 13. září 2007)
  - Harold J. Berman, americký právní historik († 13. listopadu 2007)
- 26. února
  - Otis R. Bowen, ministr zdravotnictví USA († 3. května 2013)
  - Pjotr Mašerov, první tajemník Ústředního výboru Komunistické strany Běloruska († 4. října 1980)
  - Theodore Sturgeon, americký spisovatel science fiction († 8. května 1985)
- 28. února – Alexandr Vinogradov, sovětský hokejista († 10. prosince 1988)
- 3. března – Arnold Newman, americký portrétní fotograf († 6. června 2006)
- 4. března
  - Margaret Osborneová duPontová, americká tenistka († 24. října 2012)
  - Ondrej Richard Halaga, slovenský historik († 13. února 2011)
- 5. března
  - John Billings, australský lékař – neurolog († 1. dubna 2007)
  - Milt Schmidt, kanadský hokejista, trenér a generální manažer († 4. ledna 2017)
  - James Tobin, americký ekonom, Nobelova cena za ekonomii 1981 († 11. března 2002)
- 6. března – Howard McGhee, americký jazzový trumpetista († 17. července 1987)
- 9. března – Mickey Spillane, americký spisovatel († 17. července 2006)
- 10. března – Karel Ludvík Habsbursko-Lotrinský, pátý potomek rakouského císaře Karla I. († 11. prosince 2007)
- 11. března – Louise Broughová, americká tenistka († 3. února 2014)
- 14. března
  - Abba Kovner, izraelský básník, spisovatel a partyzánský vůdce († 25. září 1987)
  - John McCallum, australský herec, scenárista a televizní producent († 3. února 2010)
- 15. března – Richard Ellmann, americký literární kritik a historik († 13. května 1987)
- 16. března – Frederick Reines, americký fyzik, Nobelova cena za fyziku 1995 († 26. září 1998)
- 17. března – Herb Lubalin, americký grafický designer († 24. května 1981)
- 20. března
  - Marian McPartland, britská jazzová klavíristka († 20. srpna 2013)
  - Bernd Alois Zimmermann, západoněmecký skladatel († 10. srpna 1970)
- 21. března – Charles Thompson, americký jazzový klavírista († 16. června 2016)
- 22. března – Cheddi Jagan, prezident Guyany († 6. března 1997)
- 26. března – Andy Hamilton, britský saxofonista a skladatel († 3. června 2012)
- 29. března – Sam Walton, americký obchodník, zakladatel obchodního řetězce Walmart († 5. dubna 1992)
- 31. března – Ted Post, americký režisér († 20. srpna 2013)
- 1. dubna – Ján Kadár, slovenský filmový scenárista a režisér († 1. června 1979)
- 6. dubna – Big Walter Horton, americký bluesový zpěvák († 8. prosince 1981)
- 8. dubna – Betty Fordová, manželka 38. prezidenta USA Geralda Forda († 8. července 2011)
- 9. dubna – Jørn Utzon, dánský architekt († 29. listopadu 2008)
- 10. dubna – Cornell Capa, americký fotograf († 23. května 2008)
- 16. dubna – Dick Gibson, britský automobilový závodník († 17. prosince 2010)
- 17. dubna – William Holden, americký herec († 16. listopadu 1981)
- 20. dubna – Kai Manne Boerje Siegbahn, švédský fyzik, Nobelova cena za fyziku 1981 († 20. července 2007)
- 23. dubna
  - Maurice Druon, francouzský spisovatel († 14. dubna 2009)
  - James Kirkup, anglický básník a překladatel († 10. května 2009)
- 26. dubna – Fanny Blankers-Koenová, nizozemská atletka, čtyřnásobná olympijská vítězka († 25. ledna 2004)
- 1. května – Dimitris Papadimos, řecký fotograf († 3. května 1994)
- 4. května – Kakuei Tanaka, premiér Japonska († 16. prosince 1993)
- 7. května – Norman Dyhrenfurth, švýcarský horolezec a režisér († 24. září 2017)
- 9. května
  - Axel Grönberg, švédský zápasník, olympijský vítěz († 23. dubna 1988)
  - Mike Wallace, americký žurnalista, herec a moderátor († 7. dubna 2012)
  - Kyffin Williams, velšský malíř († 1. září 2006)
- 10. května
  - Peter Poreku Dery, arcibiskup Tamaly, ghanský kardinál († 6. března 2008)
  - Alfréd Wetzler, slovenský spisovatel († 8. února 1988)
- 11. května – Richard Feynman, americký fyzik, Nobelova cena 1965 († 15. února 1988)
- 17. května – Birgit Nilssonová, švédská operní pěvkyně († 25. prosince 2005)
- 24. května – Dezider Hoffman, slovenský fotograf († 26. března 1986)
- 27. května – Jasuhiro Nakasone, japonský premiér († 29. listopadu 2019)
- 29. května – Robert C. Tucker, americký politolog, historik a diplomat († 29. července 2010)
- 10. června – Barry Morse, britsko-kanadský herec († 2. února 2008)
- 12. června – Ahmed Abdallah Abderemane, prezident Islámské federativní republiky Komory († 27. listopadu 1989)
- 13. června – Rita Schober, německá romanistka († 26. prosince 2012)
- 17. června – Adžán Čá, buddhistický meditační učitel († 16. ledna 1992)
- 18. června
  - Jerome Karle, americký chemik, Nobelova cena za chemii 1985 († 6. června 2013)
  - Franco Modigliani, italský ekonom, Nobelova cena 1985 († 25. září 2003)
- 22. června – Cicely Saundersová, anglická lékařka, spisovatelka, zakladatelka hospicového hnutí († 14. července 2005)
- 25. června – Ray Huang, americký historik († 8. ledna 2000)
- 5. července
  - Marija Isakovová, sovětská rychlobruslařka († 25. března 2011)
  - Nico Papatakis, řecký filmový režisér († 17. prosince 2010)
- 7. července – Marc Soriano, francouzský filosof literární kritik a spisovatel († 18. prosince 1994)
- 8. července – Jakobína Sigurðardóttir, islandská spisovatelka († 29. ledna 1994)
- 9. července – Nicolaas Govert de Bruijn, holandský matematik († 17. února 2012)
- 13. července – Alberto Ascari, italský pilot Formule 1 († 26. května 1955)
- 14. července
  - Ingmar Bergman, švédský filmový a divadelní režisér, spisovatel a dramatik († 30. července 2007)
  - Jay Wright Forrester, americký vědec v oblasti kybernetiky († 16. listopadu 2016)
- 15. července – Bertram Brockhouse, kanadský fyzik, Nobelova cena za fyziku 1994 († 13. října 2003)
- 18. července – Nelson Mandela, prezident Jihoafrické republiky a bojovník proti apartheidu († 5. prosince 2013)
- 31. července
  - Mia Oremović, chorvatská herečka († 24. července 2010)
  - Hank Jones, americký jazzový klavírista a skladatel († 16. května 2010)
  - Paul D. Boyer, americký biochemik, Nobelova cena za chemii 1997 († 2. června 2018)
- 1. srpna – Antonio Abertondo, argentinský dálkový plavec (6. července 1978)
- 2. srpna
  - Lorne Betts, kanadský hudební skladatel († 5. srpna 1985)
  - James A. Jensen, americký paleontolog († 14. prosince 1998)
- 13. srpna – Frederick Sanger, britský biochemik, Nobelova cena 1958 a 1980 († 19. listopadu 2013)
- 20. srpna
  - Daniil Antonovič Avdusin, ruský archeolog († 3. června 1994)
  - Hanna Segalová, britská psychoanalytička († 5. července 2011)
- 23. srpna – Vladimir Racek, sovětský horolezec a geograf českého původu († 10. listopadu 1980)
- 24. srpna – Avery Dulles, americký teolog, kardinál († 12. prosince 2008)
- 25. srpna – Leonard Bernstein, americký dirigent, hudební skladatel a klavírista († 14. října 1990)
- 26. srpna – Katherine Johnson, americká matematička († 24. února 2020)
- 27. srpna – Jelle Zijlstra, premiér Nizozemska († 23. prosince 2001)
- 30. srpna – Sergej Alexandrovič Afanasjev, sovětský politik († 13. května 2001)
- 31. srpna – Alan Jay Lerner, americký skladatel a libretista († 14. června 1986)
- 4. září – Gerald Wilson, americký jazzový trumpetista a skladatel († 8. září 2014)
- 8. září – Derek Barton, anglický chemik, Nobelova cena 1969 († 16. března 1998)
- 9. září
  - Boris Vladimirovič Zachoder, ruský spisovatel dětské literatury, básník, scenárista († 7. listopadu 2000)
  - Oscar Luigi Scalfaro, prezident Itálie († 29. ledna 2012)
- 11. září – Brian Vickery, britský informační vědec († 17. října 2009)
- 17. září – Chajim Herzog, prezident Izraele († 17. dubna 1997)
- 19. září – Wayne F. Miller, americký fotograf († 22. května 2013)
- 21. září
  - Juan José Arreola, mexický spisovatel († 3. prosince 2001)
  - Dmitrij Iljič Garkuša, ruský architekt († 22. června 2004)
- 22. září
  - Henryk Szeryng, polský houslový virtuóz († 8. března 1988)
  - Hans Scholl, německý student, antinacista († 22. února 1943)
- 24. září
  - Richard Hoggart, britský literární teoretik († 10. dubna 2014)
  - Šraga Weil, izraelský výtvarný umělec († 20. února 2009)
- 27. září – Martin Ryle, britský radioastronom, Nobelova cena za fyziku 1974 († 14. října 1984)
- 30. září
  - Giovanni Canestri, arcibiskup Janova, kardinál († 23. května 2008)
  - René Rémond, francouzský historik a politolog († 14. dubna 2007)
- 3. října – Jan Smetana, malíř, grafik († 6. dubna 1998)
- 4. října
  - Ken’iči Fukui, japonský chemik, Nobelova cena za chemii 1981 († 9. ledna 1998)
  - Giovanni Cheli, vatikánský diplomat, kardinál († 8. února 2013)
- 8. října
  - Jens Christian Skou, dánský chemik, Nobelova cena za chemii 1997 († 28. května 2018)
  - Amos Manor, ředitel izraelské bezpečnostní služby Šin bet († 5. srpna 2007)
- 10. října
  - Jigal Alon, prozatímní izraelský premiér († 29. února 1980)
  - Michail Trachman, sovětský novinářský fotograf († 1976)
  - Ernst Otto Fischer, německý chemik, Nobelova cena za chemii 1973 († 23. července 2007)
- 15. října – Jig'al Hurvic, ministr financí Izraele († 10. ledna 1994
- 16. října – Tony Rolt, britský pilot Formule 1 († 6. února 2008)
- 17. října – Rita Hayworthová, americká tanečnice a herečka († 14. května 1987)
- 18. října
  - Louis Althusser, francouzský filozof († 23. října 1990)
  - Konstantinos Mitsotakis, premiér Řecka († 29. května 2017)
- 19. října
  - Alexandr Galič, ruský básník, scenárista, dramatik, písničkář a disident († 15. prosince 1977)
  - Russell Kirk, americký politický filosof a historik († 29. dubna 1994)
- 24. října – Jim Peters, britský marathonec († 9. září 1999)
- 25. října – Arthur Leipzig, americký fotograf († 5. prosince 2014)
- 3. listopadu
  - Zajd bin Sultán Ál Nahján, prezident Spojených arabských emirátů († 2. listopadu 2004)
  - Raimon Panikkar, španělský katolický kněz a teolog († 26. srpna 2010)
- 4. listopadu – Art Carney, americký herec († 9. listopadu 2003)
- 7. listopadu – Billy Graham, americký baptistický kazatel († 21. února 2018)
- 8. listopadu – Hermann Zapf, německý typograf († 4. června 2015)
- 9. listopadu
  - Spiro Agnew, viceprezident USA († 17. září 1996)
  - Čchö Hong-hui, generál jihokorejské armády, otec taekwonda († 15. června 2002)
- 14. listopadu – Pavlík Morozov, ruský chlapec, který udal své rodiče jako kulaky († 3. září 1932)
- 20. listopadu – Tibor Frešo, slovenský skladatel a dirigent († 7. června 1987)
- 26. listopadu – Alexandra Širokovová, ruská bohemistka († 22. dubna 2003)
- 29. listopadu – Jisra'el Dostrovsky, fyzikální chemik, předseda izraelské Komise pro atomovou energii († 28. září 2010)
- 8. prosince – Hans Børli, norský básník a spisovatel († 26. srpna 1989)
- 10. prosince – Anatolij Tarasov, sovětský hokejový trenér († 23. června 1995)
- 11. prosince – Alexandr Solženicyn, ruský spisovatel († 3. srpna 2008)
- 12. prosince – Štefan Žáry, slovenský básník, spisovatel, překladatel a novinář († 25. srpna 2007)
- 19. prosince – Professor Longhair, americký bluesový zpěvák, klavírista a skladatel († 30. ledna 1980)
- 21. prosince – Kurt Waldheim, prezident Rakouska, generální tajemník OSN († 14. června 2007)
- 23. prosince – Helmut Schmidt, spolkový kancléř Západního Německa († 10. listopadu 2015)
- 24. prosince – Alexandr Spirkin, ruský marxistický filosof († 28. června 2004)
- 25. prosince
  - Angelica Garnett, britská spisovatelka a malířka († 4. května 2012)
  - Anvar as-Sádát, prezident Sjednocené arabské republiky († 6. října 1981)
- 26. prosince
  - Butch Ballard, americký jazzový bubeník († 1. října 2011)
  - Georgios Rallis, premiér Řecka († 15. března 2006)
- 29. prosince – Mado Robin, francouzská sopranistka († 10. prosince 1960)
- 30. prosince – William Eugene Smith, americký novinářský fotograf († 15. října 1978)

## Úmrtí

### Česko
- 10. ledna – Konstantin Jireček, politik, diplomat a historik (* 24. června 1854)
- 11. ledna – Karel Adámek, spisovatel (* 13. nebo 23. března 1840)
- 9. února – Karel Anderle, fotograf (* 3. července 1875)
- 11. února
  - František Rasch, námořník, revolucionář (* 9. prosince 1889)
  - František Ehrmann, římskokatolický kněz a spisovatel (* 5. května 1866)
- 7. března – Václav Kliment, operní pěvec (bas) (* 12. srpna 1863)
- 10. března – František Němec, sochař (* 5. ledna 1882)
- 12. března – Georg Habermann, poslanec Českého zemského sněmu (* 3. dubna 1842)
- 1. dubna – Richard Mandl, rakouský skladatel narozený v Čechách (* 9. května 1859)
- 5. dubna – František Brusák, pomocný biskup pražské arcidiecéze (* 1. listopadu 1840)
- 17. dubna – Konstantin Grünwald, starosta Moravské Ostravy (* 19. února 1831)
- 25. dubna – Karel Eichler, kněz, hudebník a spisovatel (* 13. ledna 1845)
- 27. dubna – Jan Preisler, malíř (* 17. února 1872)
- 31. května – Tomáš Krýza, tvůrce betlému v Jindřichově Hradci (* 13. prosince 1838)
- 1. června – Jaroslav Novotný, hudební skladatel (* 28, března 1886)
- 10. června – Josef Vincenc Novák, průmyslník a sběratel umění (* 17. března 1842)
- 17. června – Jan Čapek, legionář (* 17. června 1876)
- 21. června – Bedřich Havlena, italský legionář (* 18. května 1888)
- 30. června – Antonín Čeloud, třebíčský betlémář (* 25. května 1839)
- 27. července – František Novotný, rektor Českého vysokého učení technického (* 20. září 1864)
- 9. srpna – František Plesnivý, rakousko-uherským architektem (* 4. dubna 1845)
- říjen – Bohuš Lauda, sochař (* 31. května 1883)
- 6. října – Theodor Altschul, pražský německý lékař-hygienik (* 13. října 1850)
- 7. října – Kleméňa Hanušová, učitelka tělocviku (* 19. března 1845)
- 11. října – Emanuel Zeis, poslanec Českého zemského sněmu, starosta Tábora (* 1. ledna 1847)
- 12. října – Vojtěch Frič právník a politik (* 8. prosince 1844)
- 15. října
  - Bedřich Frida, spisovatel, překladatel, dramaturg a divadelní kritik (* 1. července 1855)
  - Alois Ladislav Vymetal, hudební skladatel (* 9. listopadu 1865)
- 17. října – Ludvík Lošťák, básník, hudební skladatel a publicista (* 21. března 1862)
- 18. října – František Picka, dirigent, sbormistr a hudební skladatel (* 12. května 1873)
- 24. října – Karel Bastl, hudební skladatel (* 13. března 1873)
- 25. října
  - Josef Jiří Švec, plukovník legií v Rusku (* 19. července 1883)
  - Alois Epstein, pediatr (* 1. ledna 1849)
- 27. listopadu – Bohumil Kubišta, malíř, grafik a výtvarný teoretik (* 21. srpna 1884)
- 28. listopadu – Josef Pospíšil, architekt (* 12. února 1868)
- 30. listopadu – Richard Jahn, technik a průmyslník (* 8. července 1840)
- 1. prosince – Josef Köferl, spisovatel, básník a regionální historik (* 20. září 1845)
- 17. prosince – Ervín Špindler, novinář, spisovatel a politik (* 29. srpna 1843)

### Svět

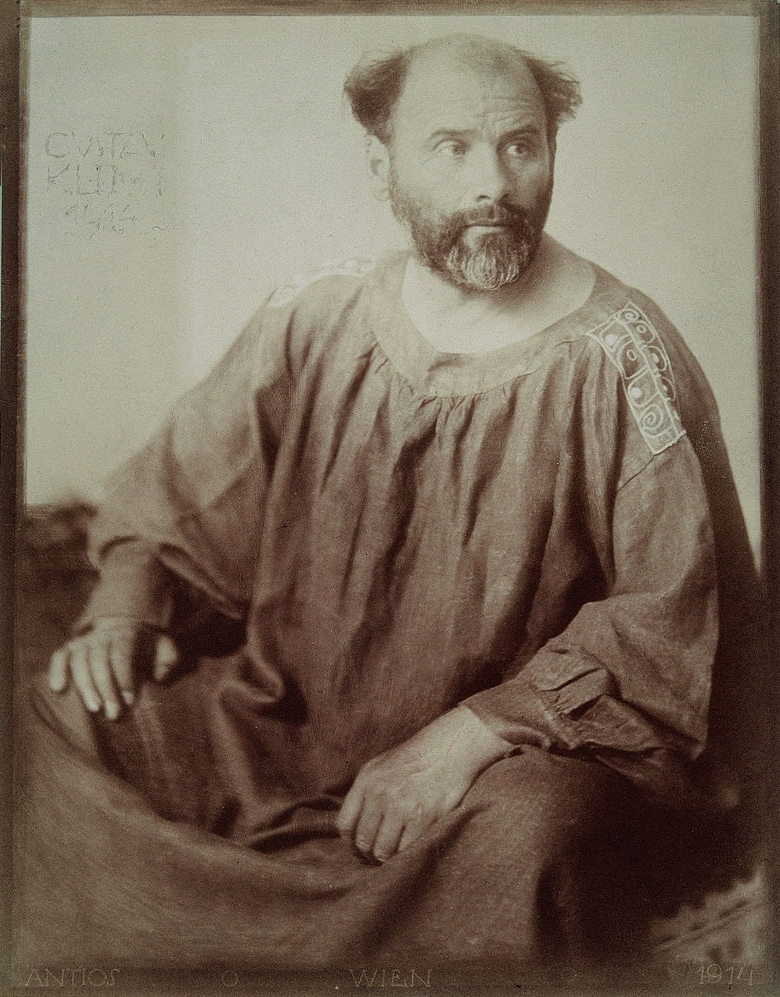
Gustav Klimt († 6. února)

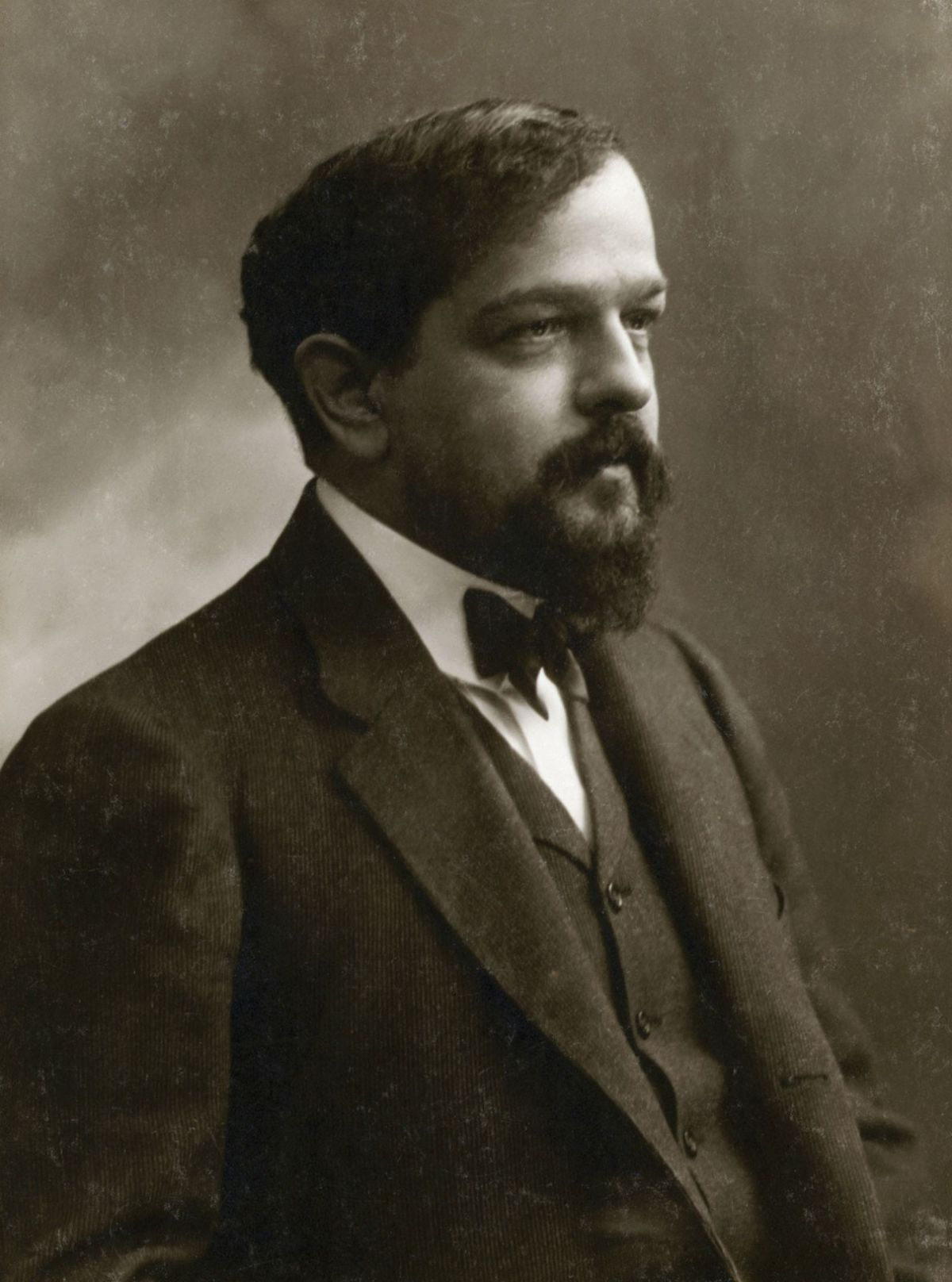
Claude Debussy († 25. březen)

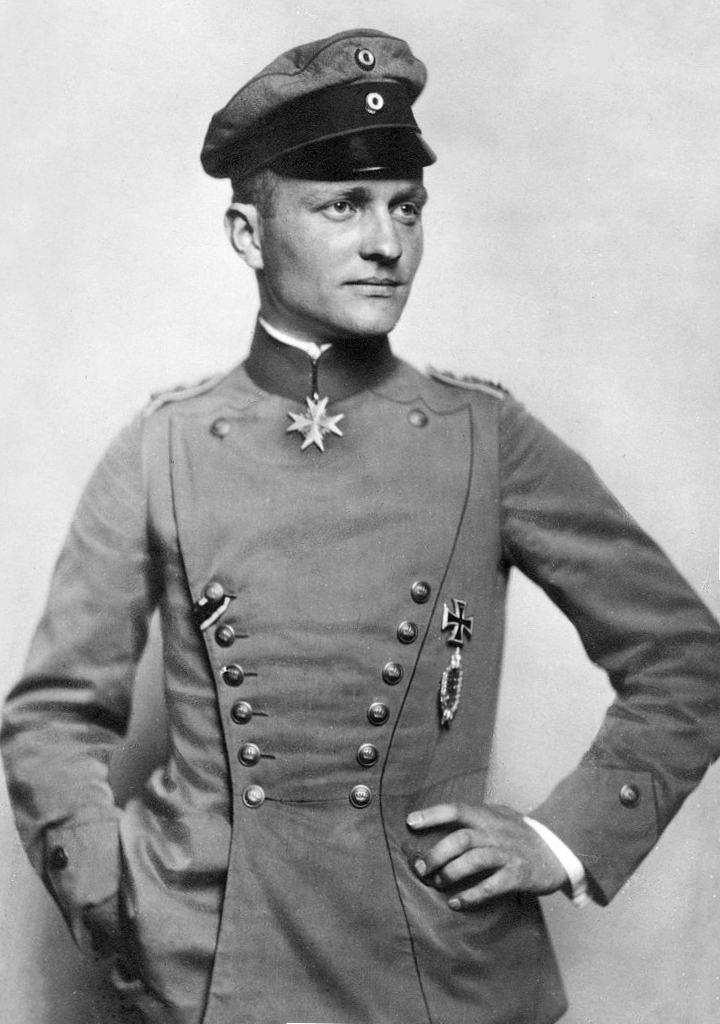
Manfred von Richthofen († 21. dubna)

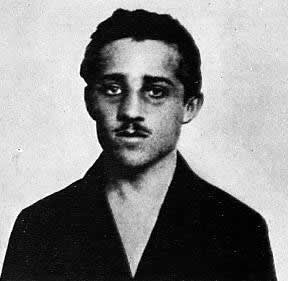
Gavrilo Princip († 28. dubna)

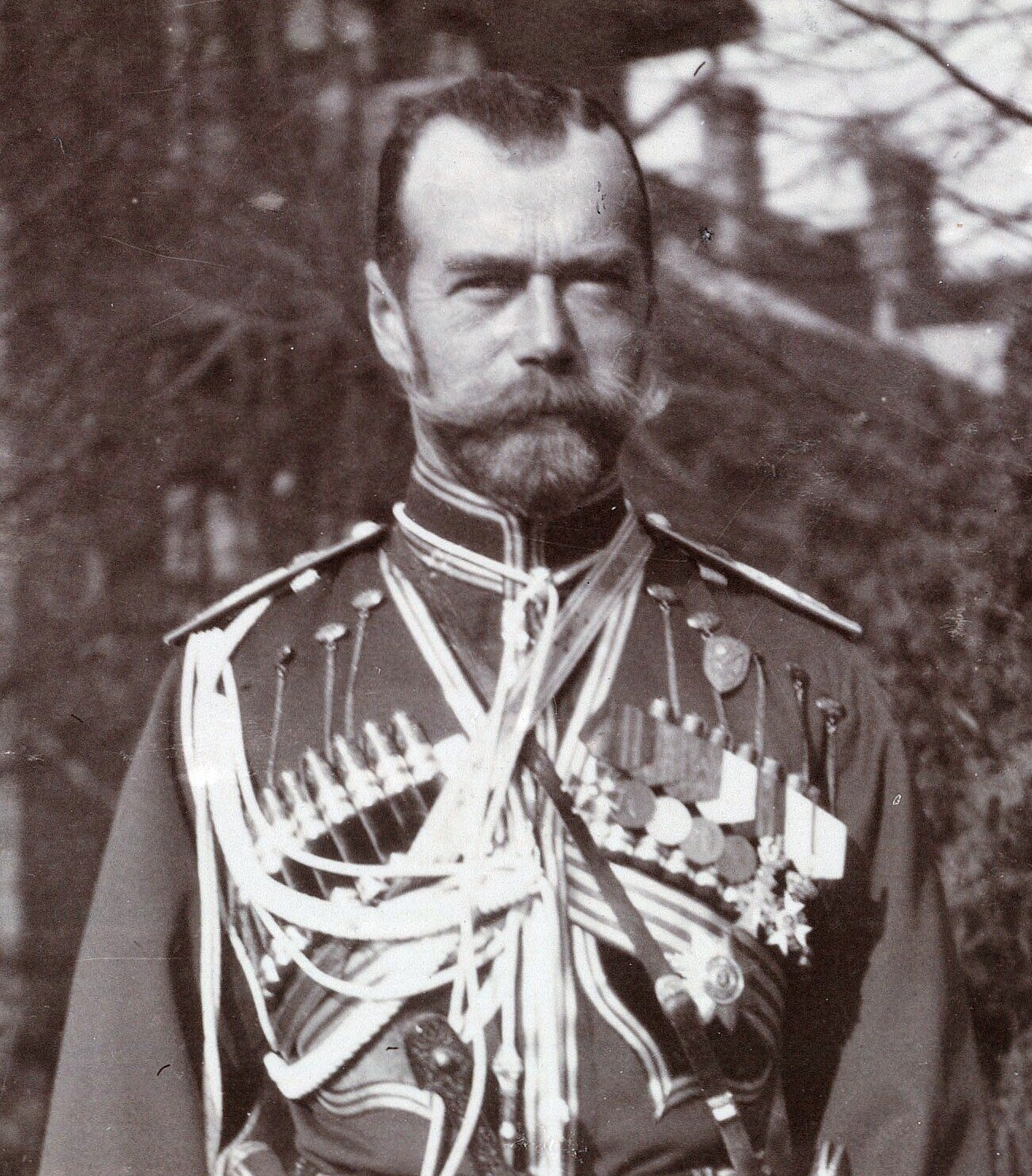
Mikuláš II. Alexandrovič († 17. července)

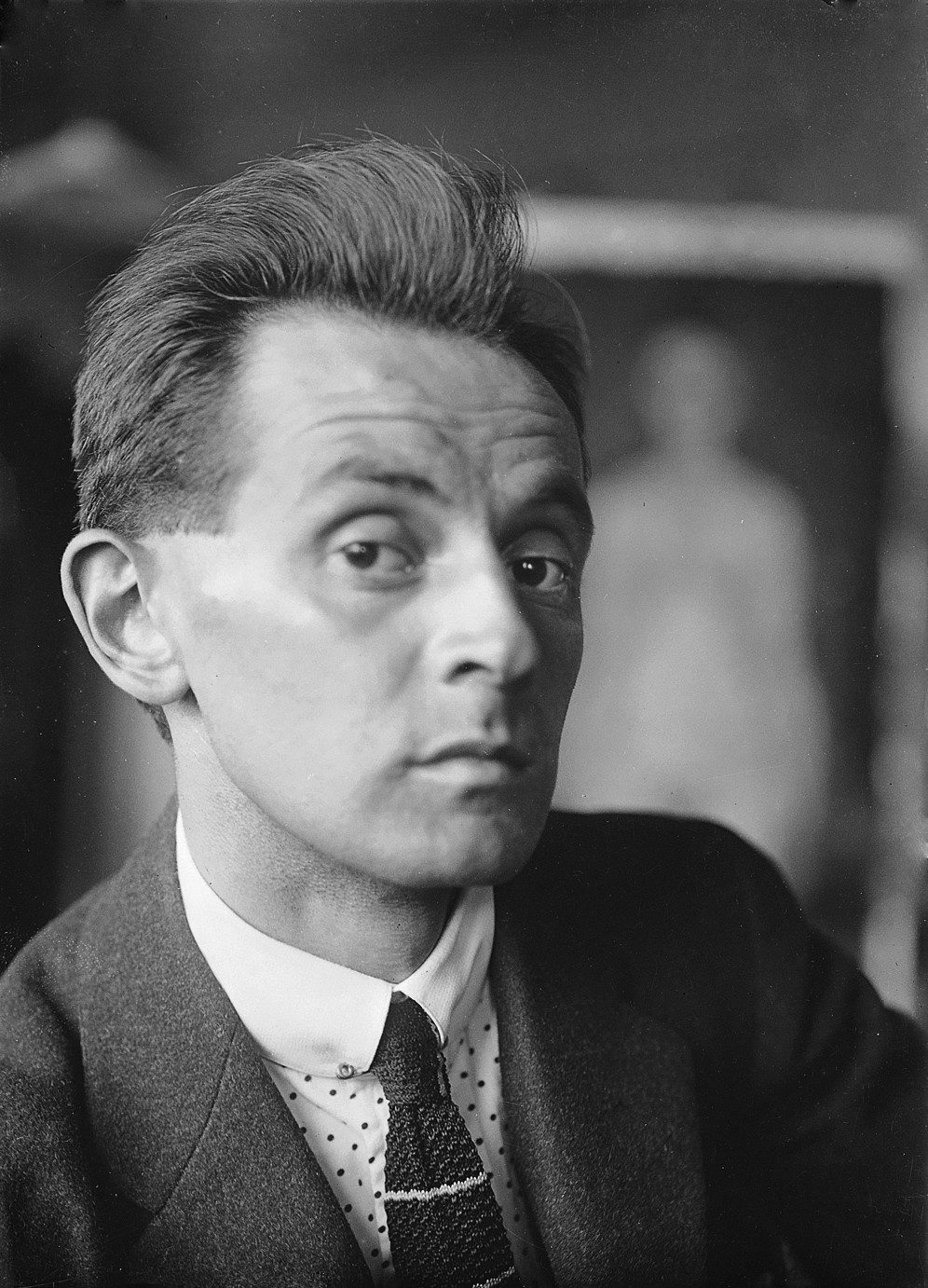
Egon Schiele († 31. října)

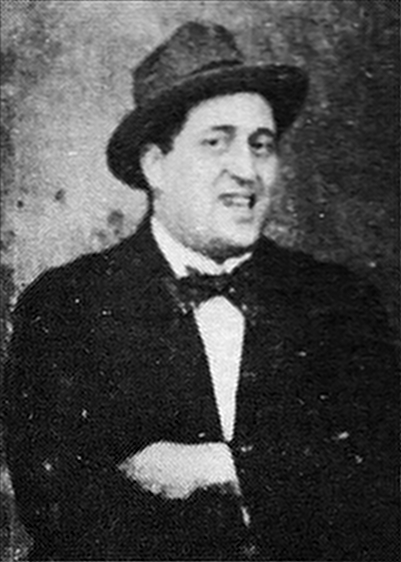
Guillaume Apollinaire († 9. listopadu)

- 1. ledna – Bidar Kadınefendi, hlavní manželka a konkubína osmanského sultána Abdulhamida II. (* 5. května 1858)
- 3. ledna – Alexandre-Jacques Chantron, francouzský malíř a fotograf (* 28. ledna 1842)

- 6. ledna
  - Engelbert Pernerstorfer, rakouský politik (* 27. dubna 1850)
  - Georg Cantor, německý matematik a filosof (* 3. března 1845)
- 7. ledna – Julius Wellhausen, německý protestantský teolog (* 17. května 1844)
- 8. ledna – Johannes Pääsuke, estonský fotograf a filmař (* 30. března 1892)
- 13. ledna – Jules Alfred Pierrot Deseilligny, francouzský astronom (* 8. března 1867)
- 19. ledna – Arthur Batut, francouzský fotograf (* 9. února 1846)
- 26. ledna – Ewald Hering, německý fyziolog (* 5. srpna 1834)
- 27. ledna – Nikolaj Konstantinovič Romanov, ruský velkokníže (* 14. února 1850)
- 28. ledna – John McCrae, chirurg kanadské armády (* 30. listopadu 1872)
- 29. ledna
  - Édouard Chavannes, francouzský sinolog (* 5. října 1865)
  - Alexej Kaledin, ruský carský generál (* 24. října 1861)
- 2. února – John Sullivan, americký boxer (* 15. října 1858)
- 4. února – Max Wickenburg, ministr veřejných prací Předlitavska (* 21. března 1857)
- 6. února – Gustav Klimt, rakouský secesní malíř (* 14. července 1862)
- 8. února – Louis Renault, francouzský právník, nositel Nobelovy ceny míru (* 21. května 1843)
- 10. února
  - Ernesto Teodoro Moneta, italský novinář, pacifista, držitel Nobelovy ceny za mír (* 20. září 1833)
  - Abdulhamid II., turecký sultán (* 21. září 1842)
- 15. února – Pere Miquel Marquès, španělský hudební skladatel a houslista (* 20. května 1843)
- 16. února – Károly Khuen-Héderváry, premiér Uherska (* 23. května 1849)
- 23. února
  - Adolf Fridrich VI. Meklenburský, poslední meklenbursko-střelický velkovévoda (* 17. června 1882)
  - Leopold von Auersperg, předlitavský státní úředník a politik (* 16. května 1855)
- 25. února – Heinrich Kadich vom Pferd, genealog a heraldik (* 5. června 1865)
- únor – Tadeusz Miciński, polský spisovatel (* 9. listopadu 1873)
- 2. března – Mirko Dmitrij Petrović-Njegoš, černohorský princ (* 17. dubna 1879)
- 9. března – Frank Wedekind, německý dramatik a spisovatel (* 24. července 1864)
- 13. března – César Antonovič Kjui, ruský skladatel (* 18. ledna 1835)
- 14. března
  - Gennaro Rubino, pachatel atentátu na belgického krále Leopolda II. (* 23. listopadu 1859)
  - Lucretia Garfieldová, manželka 20. prezidenta USA Jamese A. Garfielda (* 19. dubna 1832)
- 25. března – Claude Debussy, francouzský skladatel (* 22. srpna 1862)
- 27. března
  - Martin Sheridan, americký trojnásobný olympijský vítěz v hodu diskem (* 28. března 1881)
  - Henry Adams, americký spisovatel a historik (* 16. února 1838)
- 1. dubna
  - Paul von Rennenkampf, ruský generál (* 17. dubna 1854)
  - Richard Mandl, rakouský skladatel (* 9. května 1859)
- 3. dubna – Rudolf Dührkoop, německý fotograf (* 1. srpna 1848)
- 4. dubna – Hermann Cohen, německý židovský filosof (* 4. července 1842)
- 5. dubna – Paul Vidal de la Blache, francouzský geograf (* 22. ledna 1845)
- 7. dubna – Albert Hauck, německý luteránský teolog a církevní historik (* 9. prosince 1845)
- 11. dubna – Otto Wagner, rakouský architekt (* 13. července 1841)
- 13. dubna – Lavr Georgijevič Kornilov, carský a bělogvardějský generál (* 30. srpna 1870)
- 20. dubna
  - Paul Gautsch, rakouský politik (* 26. února 1851)
  - Karl Ferdinand Braun, německý fyzik, nositel Nobelovy ceny (* 6. června 1850)
- 21. dubna – Manfred von Richthofen, německý pilot (* 2. května 1892)
- 24. dubna – Jevno Azef, ruský revolucionář (* 1869)
- 27. dubna – Oskar Troplowitz, vynálezce krému Nivea (* 18. ledna 1863)
- 28. dubna – Gavrilo Princip, pachatel atentátu na Františka Ferdinanda d’Este (* 25. července 1894)
- 1. května – Grove Karl Gilbert, americký geolog (* 6. května 1843)
- 5. května – Niko Pirosmani, gruzínský malíř (* 1862)
- 9. května – George Coșbuc, rumunský básník (* 20. září 1866)
- 17. května
  - Elimar Klebs, německý historik (* 15. října 1852)
  - Zeynab Ilhamy, osmanská a egyptská princezna (* 29. prosince 1859)
- 19. května – Ferdinand Hodler, švýcarský malíř (* 14. března 1853)
- 30. května – Georgij Plechanov, ruský politik a filozof (* 11prosince 1857)
- 3. června – Richard von Bienerth-Schmerling, předseda vlády Předlitavska (* 2. března 1863)
- 4. června – Charles W. Fairbanks, viceprezident USA (* 11. května 1852)
- 10. června
  - Albert Clerc, francouzský šachový mistr (* 25. června 1830)
  - Arrigo Boito, italský spisovatel, básník, novinář a hudební skladatel (* 24. února 1842)
- 13. června – Michail Alexandrovič Romanov, čtvrtý syn cara Alexandra III. (* 4. prosince 1878)
- 19. června – Francesco Baracca, nejlepší italský stíhací pilot (* 9. května 1888)
- 21. června – Edward Abramowski, polský filozof, anarchista, psycholog (* 17. srpna 1868)
- 27. června – Joséphin Péladan, francouzský dekadentní spisovatel a básník (* 28. března 1859)
- 3. července – Mehmed V., osmanský sultán a chalífa (* 2. listopadu 1844)
- 6. července – Wilhelm von Mirbach-Harff, německý diplomat (* 2. července 1871)
- 11. července – Abbas Səhhət, ázerbájdžánský básník, (* 1874)
- 11. července – Hugo Henneberg, rakouský fotograf (* 27. července 1863)
- 12. července – Robert von Holzknecht, předlitavský státní úředník a politik (* 2. dubna 1838)
- 17. července – Mikuláš II. a jeho rodina
- 18. července – Alžběta Ruská, světice pravoslavné církve, ruská velkokněžna (* 1. listopadu 1864)
- 26. července – Peter Rosegger, rakouský spisovatel (* 31. července 1843)
- 29. července – Ibrahim Hakki Paša, osmanský velkovezír (* 1862)
- 2. srpna – Martin Krause, německý klavírní virtuos, hudební pedagog a spisovatel (* 17. července 1853)
- 3. srpna – Hugo II. Logothetti, rakousko-uherský diplomat (* 2. října 1852)
- 5. srpna – Peter Strasser, organizátor bojové činnosti německé námořní vzduchoplavby (* 1. dubna 1876)
- 8. srpna
  - Michel Zévaco, francouzský spisovatel (* 1. února 1860)
  - Eusebi Güell, katalánský průmyslník a politik (* 15. prosince 1846)
- 9. srpna
  - Blahoslavená Marianne Cope, americká řeholnice, ošetřovatelka malomocných (* 23. ledna 1838)
  - Viktor von Hochenburger, předlitavský ministr spravedlnosti (* 24. června 1857)
- 10. srpna – Erich Loewenhardt, německé letecké eso (* 7. dubna 1897)
- 30. srpna – Mojsej Urickij, ruský politik (* 14. ledna 1873)
- 3. září – Fanny Kaplanová, ruská politická revolucionářka (* 10. února 1890)
- 7. září
  - Morfydd Llwyn Owen, velšská hudební skladatelka, klavíristka a zpěvačka (* 1. října 1891)
  - Peter Ludwig Mejdell Sylow, norský matematik (* 12. prosince 1832)
- 8. září – bl. František Maria od Kříže, německý katol. kněz a zakladatel salvatoriánů (* 16. června 1848)
- 10. září – Carl Peters, německý cestovatel a koloniální podnikatel (* 27. září 1856)
- 16. září
  - Maurice Boyau, francouzský stíhací pilot (* 8. května 1888)
  - Alexandra Kimová, korejská komunistická revolucionářka (* 22. února 1885)
- 20. září – Mešadi Azizbekov, bolševický revolucionář (* 6. ledna 1876)
- 25. září – Michail Vasiljevič Alexejev, ruský generál (* 3. listopadu 1857)
- 27. září – Fritz Rumey, německý stíhací pilot v první světové válce (* 3. března 1891)
- 28. září – Georg Simmel, německý filosof a sociolog (* 1. března 1858)
- 2. října – Christian Otto Mohr, německý stavební inženýr a geolog (* 8. října 1835)
- 5. října – Roland Garros, francouzský letec (* 6. října 1888)
- 9. října – Raymond Duchamp-Villon, francouzský sochař (* 5. listopadu 1876)
- 10. října – María Catalina Irigoyen Echegaray, španělská řeholnice, blahoslavená (* 25. listopadu 1848)
- 17. října – Luigi Nono, italský malíř (* 8. prosince 1850)
- 18. října – Koloman Moser, rakouský designér a malíř (* 30. března 1868)
- 21. října – George Fiske, americký krajinářský fotograf (* 22. října 1835)
- 25. října – Georg Albrecht Klebs, německý botanik (* 23. října 1857)
- 27. října – Alexandr Protopopov, poslední ministr vnitra Ruského impéria (* 18. prosince 1866)
- 29. října – Rudolf Tobias, estonský skladatel a varhaník (* 29. května 1873)
- 31. října – Egon Schiele, rakouský malíř (* 12. června 1890)
- 3. listopadu – Alexandr Ljapunov, ruský matematik a fyzik (* 6. června 1857)
- 4. listopadu
  - Joaquín Valverde Sanjuán, španělský hudební skladatel (* 2. ledna 1875)
  - Wilfred Owen, anglický básník (* 18. března 1893)
- 5. listopadu
  - Roman Malinovskij, ruský revolucionář (* 18. března 1876)
  - Victor Anestin, rumunský novinář a spisovatel science fiction (* 17. září 1875)
- 9. listopadu – Guillaume Apollinaire, francouzský básník (* 26. srpna 1880)
- 11. listopadu – Victor Adler, rakouský sociálně demokratický politik (* 24. června 1852)
- 20. listopadu
  - John Bauer, švédský malíř (* 4. června 1882)
  - Johann Brotan, rakouský stavitel lokomotiv (* 24. června 1843)
- 22. listopadu – Rose Clevelandová, sestra 22. prezidenta USA Grovera Clevelanda, první dáma USA (* 13. června 1846)
- 23. listopadu
  - Harald Kidde, dánský prozaik (* 14. srpna 1878)
  - Alexandr Stolypin, ruský novinář a básník (* 1863)
- 24. listopadu – Severin Nilsson, švédský malíř a fotograf (* 14. ledna 1846)
- 25. listopadu – Josef Pommer, rakouský pedagog, sběratel lidových písní a politik (* 7. února 1845)
- 2. prosince – Edmond Rostand, francouzský dramatik a básník (* 1. dubna 1868)
- 8. prosince – Jindřich Larisch-Mönnich II., slezský šlechtic, průmyslník a uhlobaron (* 13. února 1850)
- 10. prosince – František Karel Rakousko-Toskánský, rakouský arcivévoda a princ toskánský (* 17. února 1893)
- 11. prosince – Ivan Cankar, slovinský spisovatel (* 10. května 1876)
- 21. prosince – Konrad Hohenlohe-Waldenburg-Schillingsfürst, rakouský politik (* 16. prosince 1863)
- 23. prosince – Thérèse Schwartze, nizozemská malířka (* 20. prosince 1851)
- 27. prosince – Karl Schlechter, rakouský šachový mistr (* 2. března 1874)
- ? – Franz Albert Seyn, ruský generál a politik (* 27. července 1862)
- ? – Vjačeslav Platonovič Trojanov, ruský generál (* 18. října 1875)

## Hlava státu
- Karel I. – císař rakousko-uherské monarchie, jejíž součástí byly i české země
- Tomáš Garrigue Masaryk – československý prezident

- Japonsko – Císař Taišó